# Matines (livre)
Pour les articles homonymes, voir Matines.
Matines  est un terme liturgique polysémique français qui peut désigner non seulement l'office liturgique des matines (matutinae-arum f.), mais aussi un livre commençant par cet office. 
Au sens codicologique et par métonymie, selon les lieux et les époques, « matines » en français, « matutinale » ou « matutinalis liber » en latin, est un terme générique qui désigne différents types de livres liturgiques ou dévotionnels dont le contenu ne peut pas toujours être précisé facilement, en l’absence d’exemplaire identifié  : 
1. Livres contenant l’office ecclésiastique des matines, ou des bréviaires nocturnaux. 
N. B. : L’appartenance à un clerc peut désigner un bréviaire de nuit, mais les clercs possèdent aussi des livres d’heures à partir du XIVe siècle.
2. Livret de prières ou livres d’heures commençant par les matines de l’office de la Vierge (et non cet office seul qui tient, à lui seul, en quelques feuillets).
Plusieurs des principaux dictionnaires spécialisés en ancien français, comme les dictionnaires et lexiques publiés par Frédéric Godefroy, ainsi que l’Encyclopédie de Diderot et d’Alembert ignorent l’acception codicologique de matines.